# Масальська Марина Іванівна
Марина Іванівна Масальська (нар. 17 травня 1985) — українська футболістка, захисниця. Виступала в збірній України.

## Клубна кар'єра
Професіональну кар'єру розпочала у 2001 році. У 2005 році перейшла до «Житлобуду-1». У футболці харківського клубу тричі вигравала чемпіонат України та двічі кубок України України. У 2014 році залишила «Житлобуд-1».

## Кар'єра в збірній
У футболці збірної України дебютувала 7 березня 2005 року в поєдинку проти Росії. У 2008 році потрапила до списку футболісток, які поїхали на чемпіонат Європи 2009 року. Українки посіла останнє четверте місце в своїй групі і покинули турнір. Востаннє футболку національної команди одягла у 2014 році.

## Досягнення
«Житлобуд-1»
- Чемпіонат України
  -  Чемпіон (3): 2012, 2013, 2014

- Кубок України
  -  Володар (2): 2013, 2014